# بالاده (پکتیا)
بالاده (به لاتین: Bala Deh) یک منطقهٔ مسکونی در افغانستان است که در ولسوالی گردیز واقع شده‌است.